# Acicula palaestinensis
Acicula palaestinensis é uma espécie de gastrópode  da família Aciculidae.
É endémica de Israel.